# Marcel Mathy
Marcel Mathy, né le 10 avril 1911 à Brienne et mort le 20 mars 1982 à Mâcon, est un homme politique français.

## Détail des fonctions et des mandats
Mandat parlementaire
- 11 juin 1967 - 22 septembre 1968 : Sénateur de Saône-et-Loire